# Гронди (Ломжинський повіт)
Гронди (пол. Grądy) — село в Польщі, у гміні Новогруд Ломжинського повіту Підляського воєводства.
Населення — 144 особи (2011).
У 1975-1998 роках село належало до Ломжинського воєводства.

## Демографія
Демографічна структура станом на 31 березня 2011 року:
|          | Загалом | Допрацездатний вік | Працездатний вік | Постпрацездатний вік |
| -------- | ------- | ------------------ | ---------------- | -------------------- |
| Чоловіки | 71      | 20                 | 36               | 15                   |
| Жінки    | 73      | 17                 | 38               | 18                   |
| Разом    | 144     | 37                 | 74               | 33                   |